# Panorpa nuptialis
Panorpa nuptialis är en näbbsländeart som beskrevs av Gerstaecker 1863. Panorpa nuptialis ingår i släktet Panorpa och familjen skorpionsländor. Inga underarter finns listade i Catalogue of Life.

## Bildgalleri

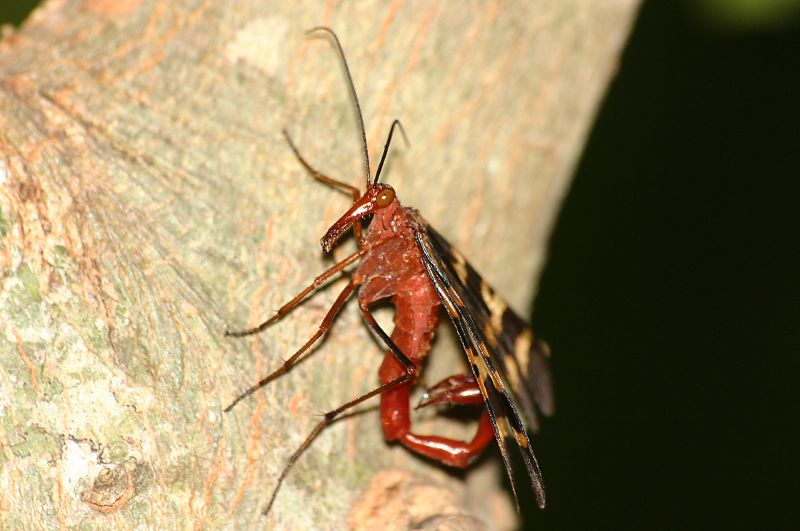